# Persone di cognome Schmid
| Questa pagina contiene informazioni ricavate automaticamente dalle voci biografiche con l'ausilio del template Bio e di un bot. L'aggiornamento è periodico e automatico e ricostruisce completamente la pagina. Se manca una persona in questa lista, sei pregato di non aggiungerla, ma accertati piuttosto che la sua voce biografica contenga il template Bio e che i dati anagrafici siano correttamente compilati. Se il template Bio manca, inseriscilo tu stesso o, in alternativa, metti l'avviso {{tmp\|Bio}} che ne segnala la mancanza. Se i dati riportati sono sbagliati, correggi direttamente la voce biografica; le modifiche saranno visibili in questa lista entro pochi giorni. Per chiarimenti vedi il progetto antroponimi. La lista contiene solo le 55 persone che sono citate nell'enciclopedia e per le quali è stato implementato correttamente il template Bio. Pagina aggiornata al 23 apr 2025. |

Questa è una lista di persone presenti nell'enciclopedia che hanno il cognome Schmid, suddivise per attività principale.

## Allenatori di calcio(2)
- Fritz Schmid, allenatore di calcio svizzero (Zurigo, n. 1959)
- Manfred Schmid, allenatore di calcio e ex calciatore austriaco (Vienna, n. 1971)

## Artisti(1)
- Karl Schmid, artista svizzero (Zurigo, n. 1914 - Zurigo, † 1998)

## Attori(1)
- Kyle Schmid, attore canadese (Ontario, n. 1984)

## Attrici(2)
- Rike Schmid, attrice tedesca (Hannover, n. 1979)
- Stefanie Schmid, attrice tedesca (Stoccarda, n. 1972)

## Aviatori(1)
- Carlo Schmid, aviatore svizzero (Thalwil, n. 1990)

## Calciatori(8)
- Anthony Schmid, calciatore austriaco (Strasburgo, n. 1999)
- Dominik Schmid, calciatore svizzero (Rheinfelden, n. 1998)
- Jonathan Schmid, calciatore francese (Strasburgo, n. 1990)
- Manuel Schmid, ex calciatore austriaco (Kitzbühel, n. 1981)
- Nicolas Schmid, calciatore austriaco (Linz, n. 1997)
- Romano Schmid, calciatore austriaco (Graz, n. 2000)
- Sigi Schmid, calciatore e allenatore di calcio tedesco (Tubinga, n. 1953 - Los Angeles, † 2018)
- Yannick Schmid, calciatore svizzero (Lucerna, n. 1995)

## Canoiste(1)
- Julia Schmid, canoista austriaca (Klagenfurt am Wörthersee, n. 1988)

## Ciclisti su strada(1)
- Mauro Schmid, ciclista su strada e pistard svizzero (Bülach, n. 1999)

## Combinatisti nordici(3)
- Jan Schmid, ex combinatista nordico svizzero (Trondheim, n. 1983)
- Julian Schmid, combinatista nordico tedesco (Oberstdorf, n. 1999)
- Tommy Schmid, ex combinatista nordico svizzero (Trondheim, n. 1988)

## Compositori(1)
- Heinrich Kaspar Schmid, compositore e direttore d'orchestra tedesco (Landau an der Isar, n. 1874 - Geiselbullach, † 1953)

## Condottieri(1)
- Ulrich Schmid, condottiero e politico svizzero (Urnäsch, n. 1626 - Urnäsch, † 1682)

## Diplomatiche(1)
- Helga Schmid, diplomatica tedesca (Dachau, n. 1960)

## Giocatori di football americano(1)
- Timothy Schmid, giocatore di football americano svizzero (n. 1998)

## Giuristi(1)
- Carlo Schmid, giurista e politico tedesco (Perpignano, n. 1896 - Bad Honnef, † 1979)

## Linguisti(1)
- Heinrich Schmid, linguista e filologo svizzero (Zurigo, n. 1921 - Zurigo, † 1999)

## Militari(1)
- Anton Schmid, militare austriaco (Vienna, n. 1900 - Vilnius, † 1942)

## Organisti(1)
- Bernhard Schmid, organista e compositore tedesco (n. 1535 - † 1592)

## Ostacolisti(1)
- Harald Schmid, ex ostacolista e velocista tedesco (Hanau, n. 1957)

## Paleontologi(1)
- Ernst Erhard Schmid, paleontologo tedesco (Hildburghausen, n. 1815 - Jena, † 1885)

## Pallamanisti(1)
- Andy Schmid, ex pallamanista e allenatore di pallamano svizzero (Horgen, n. 1983)

## Pallavoliste(1)
- Sarah Schmid, pallavolista statunitense (Highlands Ranch, n. 1994)

## Pastori protestanti(1)
- Georg Schmid, pastore protestante e teologo svizzero (Coira, n. 1940)

## Pentatleti(1)
- Werner Schmid, pentatleta svizzero (n. 1919 - Baden, † 2005)

## Pittori(1)
- Wilhelm Schmid, pittore svizzero (Remigen, n. 1892 - Brè-Aldesago, † 1971)

## Politici(1)
- Samuel Schmid, politico svizzero (Rüti bei Büren, n. 1947)

## Registi(2)
- Daniel Schmid, regista svizzero (Flims, n. 1941 - Flims, † 2006)
- Hans-Christian Schmid, regista cinematografico tedesco (Altötting, n. 1965)

## Saltatori con gli sci(1)
- Constantin Schmid, saltatore con gli sci tedesco (Bad Aibling, n. 1999)

## Scacchisti(1)
- Lothar Schmid, scacchista tedesco (Dresda, n. 1928 - Bamberga, † 2013)

## Schermidori(1)
- Sven Schmid, schermidore tedesco (Johannesburg, n. 1978)

## Schermitrici(1)
- Heidi Schmid, ex schermitrice tedesca (Klagenfurt, n. 1938)

## Sciatori alpini(4)
- Alexander Schmid, sciatore alpino tedesco (Fischen im Allgäu, n. 1994)
- Hannes Paul Schmid, ex sciatore alpino italiano (Brunico, n. 1980)
- Manuel Schmid, ex sciatore alpino tedesco (n. 1993)
- Philipp Schmid, ex sciatore alpino tedesco (Lindenberg im Allgäu, n. 1986)

## Sciatori freestyle(1)
- Michael Schmid, sciatore freestyle svizzero (n. 1984)

## Sciatrici alpine(1)
- Nicola Schmid, ex sciatrice alpina tedesca (n. 1990)

## Scrittori(1)
- Christoph von Schmid, scrittore, religioso e educatore tedesco (Dinkelsbuehl, n. 1768 - Augusta, † 1854)

## Sindacalisti(1)
- Sandro Schmid, sindacalista e politico italiano (Trento, n. 1942)

## Slittinisti(2)
- Manfred Schmid, ex slittinista austriaco (Liezen, n. 1944)
- Rudolf Schmid, slittinista austriaco (Liezen, n. 1951 - Oberwart, † 2014)

## Teologi(1)
- Hans Heinrich Schmid, teologo svizzero (Winterthur, n. 1937 - Zurigo, † 2014)

## Violinisti(1)
- Benjamin Schmid, violinista austriaco (Vienna, n. 1968)

## Senza attività specificata(1)
- Jakob Schmid, tedesco (Traunstein, n. 1886 - † 1964)